# Talusy
Talusy (niem. Talussen) – wieś w Polsce położona w województwie warmińsko-mazurskim, w powiecie ełckim, w gminie Ełk. W latach 1975–1998 miejscowość administracyjnie należała do województwa suwalskiego.

## Historia
W 1476 roku Jan Sordach otrzymał 20 włók ziemi na prawie magdeburskim w Talusach w zamian za odstąpienie karczmy w Ełku. Dokumentem wydanym 25 stycznia 1536 roku książę Albrecht nadał Michałowi Piątkowskiemu 15 włók w Starych Talusach na prawie magdeburskim. W 1747 roku majątek Talusy należał do nadleśnictwa oleckiego, Jakuba Zielińskiego. W 1787 roku majątek ten obejmował 20 włók. W tym czasie wieś szlachecka w Talusach miała czternaście domów mieszkalnych. W 1821 roku liczyła 83 mieszkańców, a w 1939 roku – 154. Nazwa niemiecka brzmiała Thalussen, w 1938 roku zmieniono jej pisownię na Talussen. Nazwa ta jest pochodzenia jaćwieskiego.
W pobliżu osady znajduje się grodzisko Jaćwingów.